# Paul Fleisch
Alwin Gottlieb Paul Fleisch (* 11. Februar 1878 in Hamburg; † 22. September 1962 in Loccum) war ein deutscher lutherischer Theologe.

## Leben
Fleisch wurde während seines Studiums 1896 Mitglied der Schwarzburgbund-Verbindung Sedinia Greifswald und 1897 der CStV Uttenruthia Erlangen. Nach seiner Ordination zum Pastor am 27. April 1904 war Paul Fleisch  ab 1904 Hilfsgeistlicher in Münchehagen, 1907 in Hannover-Herrenhausen. Ab 1908 war er Vereinsgeistlicher im Landesverein für Innere Mission Hannover. 1911 wurde Paul Fleisch Stiftsprediger im Kloster Loccum. Im Jahr 1917 folgte die Berufung in das Amt des Studiendirektors im Predigerseminar des Klosters Loccum.
1924 wurde Paul Fleisch Oberlandeskirchenrat im Landeskirchenamt Hannover und 1932 dessen Geistlicher Vizepräsident und Leiter der geistlichen Abteilung und somit Stellvertreter des Landesbischofs.
1933 wurde er von den Deutschen Christen abgesetzt und zwangspensioniert. 1935 wurde er  wiedereingesetzt und 1937 rehabilitiert. Auf seine Position als Vizepräsident musste er verzichten und war fortan Mitglied des Landeskirchenamtes (Oberlandeskirchenrat). 1937 wurde er zudem Konventuale im Kloster Loccum und ab 1950 Prior des Klosters.

## Veröffentlichungen (Auswahl)
- Die moderne Gemeinschaftsbewegung in Deutschland. Ein Versuch, dieselbe nach ihren Ursprüngen darzustellen und zu würdigen. H. G. Wallmann, Leipzig 1906.
- Gedanken zur Kirchenfrage im lutherischen Sinne erwogen. Feesche, Hannover 1919.
- Hundert Jahre lutherischer Mission. Verlag der Evangelisch-lutherischen Mission, Leipzig 1936.
- 100 Jahre hannoversche Kirchengeschichte im Spiegel der Pfingstkonferenzen. In: Jahrbuch der Gesellschaft für niedersächsische Kirchengeschichte 47 (1949), S. 65–101.
- Erlebte Kirchengeschichte. Erfahrungen in und mit der hannoverschen Landeskirche. Feesche, Hannover 1952.
- Für Kirche und Bekenntnis. Geschichte der Allgemeinen Evangelisch-Lutherischen Konferenz. Lutherisches Verlagshaus, Berlin 1956.